# Hotel de Bilderberg

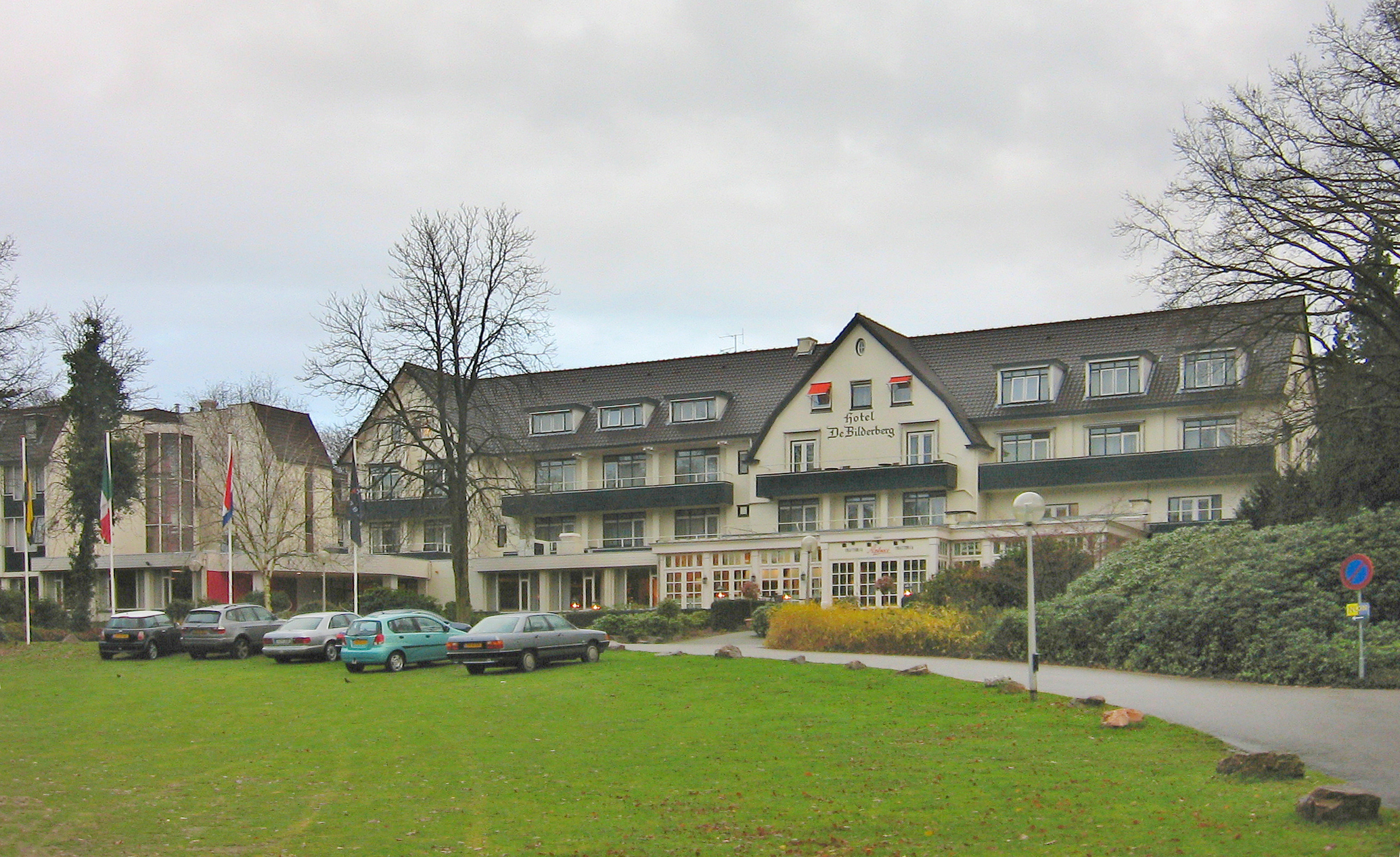
Das Hotel De Bilderberg

Das Hotel de Bilderberg ist ein Hotel in Oosterbeek in den Niederlanden.
Das Bilderberg-Anwesen wurde 1913 von O. I. van Tienhoven gekauft, der 1918 ein Landhaus darauf errichtete. 1923 wurde das Gut an die Gemeinde Oosterbeek verkauft. die es zwei Jahre später an die Tafelberg Hotelgruppe verkaufte; das Haus wurde daraufhin renoviert. Weitere Badezimmer wurden gebaut und ein Speisesaal wurde hinzugefügt; das Hotel eröffnete 1926.
Zu der Zeit wollten viele Niederländer, insbesondere aus der Metropolregion um Amsterdam (der Randstad), Urlaub im eigenen Land machen; 1933 wurde die Anzahl der Zimmer verdoppelt und alle Zimmer hatten ein eigenes Bad.
1940 kam ein Speisesaal hinzu. Am Ende des Zweiten Weltkrieges wurden Oosterbeek und das Hotel schwer beschädigt, aber das Dach blieb intakt. Bürgermeister ter Horst zog 1945 in das Hotel, um den Wiederaufbau seiner Gemeinde zu organisieren. Im Sommer 1946 konnte das Gebäude wieder als Hotel genutzt werden; es kamen jetzt vermehrt Deutsche als Gäste.
Die erste Bilderberg-Konferenz wurde hier vom 29. bis 31. Mai 1954 unter dem Vorsitz von Prinz Bernhard der Niederlande als Reaktion auf die sich verschlechternden Beziehungen zwischen den Vereinigten Staaten von Amerika und Europa organisiert. Das Hotel ist Namensgeber für die Teilnehmer der Konferenz (Bilderberger) sowie für die Veranstaltungsorganisation (Bilderberg-Gruppe).
Die Bilderberg Verwertungsgesellschaft in Wolfheze (BV Exploitatie Maatschappij Bilderberg) wurde 1977 von der SMP Hotel Group übernommen. Das Bilderberg wurde renoviert und erweitert und 1978 wiedereröffnet; seitdem wird von der Hotelgruppe der Name Bilderberg verwendet. Diese wurde im September 2004 von Goldman Sachs und der Westmont Hospitality Group übernommen.